# Burundi női labdarúgó-válogatott
A Burundi női labdarúgó-válogatott képviseli Burundit a nemzetközi női labdarúgó eseményeken. A csapatot a Burundi labdarúgó-szövetség szervezi és irányítja 2016 óta.
A Burundi női nemzeti csapat még nem szerepelt sem világbajnokságon, sem olimpiai játékokon. Az Afrikai nemzetek kupája kontinensbajnokságán egy alkalommal vett részt. A CECAFA-kupán 2022-ben ezüstérmet szerzett a nemzeti együttes.

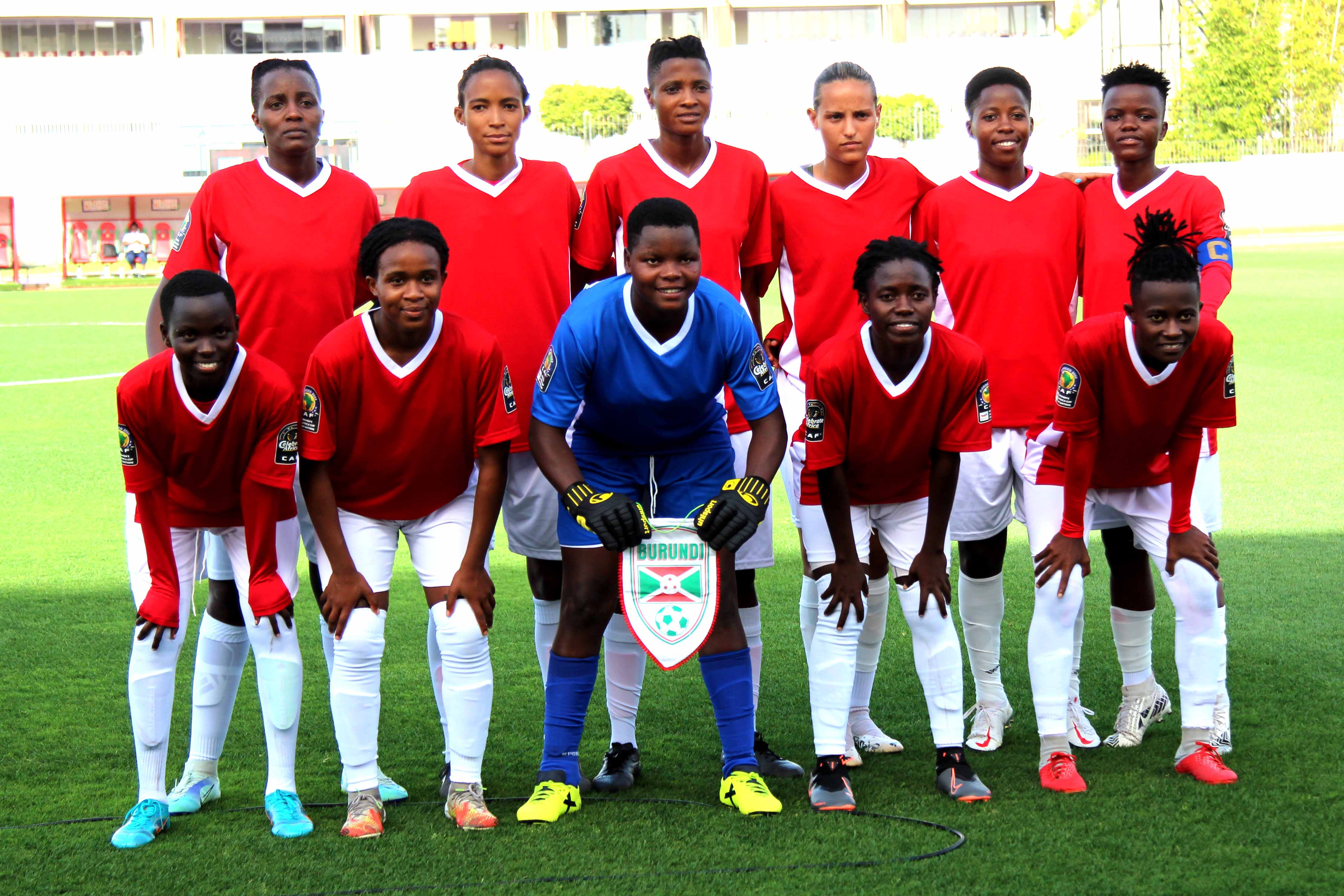
2022. július 7-én Dél-afrika ellen az Afrikai Nemzetek Kupáján.
Felső sor, balról: Djasila Uwineza, Diane Irankunda, Charlotte Irankunda, Saffira Guinand, Sandrine Niyonkuru, Asha Djafari.
Alsó sor, balról: Peace Niyomwungere, Cheilla Ineza, Jeanine Irakoze, Rachelle Bukuru, Aniella Uwimana.

## Nemzetközi eredmények

### Világbajnoki szereplés
| Év       | Helyszín             | Eredmény      | Hely | M | Gy | D | V | Rg | Kg | Gk | P |
| -------- | -------------------- | ------------- | ---- | - | -- | - | - | -- | -- | -- | - |
| 1991     | Kína                 | nem létezett  | –    | – | –  | – | – | –  | –  | –  | – |
| 1995     | Svédország           | nem létezett  | –    | – | –  | – | – | –  | –  | –  | – |
| 1999     | Egyesült Államok     | nem létezett  | –    | – | –  | – | – | –  | –  | –  | – |
| 2003     | Egyesült Államok     | nem létezett  | –    | – | –  | – | – | –  | –  | –  | – |
| 2007     | Kína                 | nem létezett  | –    | – | –  | – | – | –  | –  | –  | – |
| 2011     | Németország          | nem létezett  | –    | – | –  | – | – | –  | –  | –  | – |
| 2015     | Kanada               | nem létezett  | –    | – | –  | – | – | –  | –  | –  | – |
| 2019     | Franciaország        | nem jutott be | –    | – | –  | – | – | –  | –  | –  | – |
| 2023     | Ausztrália Új-Zéland | nem jutott be | –    | – | –  | – | – | –  | –  | –  | – |
| Összesen | Összesen             | 0 / 9         |      | 0 | 0  | 0 | 0 | 0  | 0  | 0  | 0 |

### Afrikai nemzetek kupája
| Év       | Helyszín          | Eredmény      | Hely | M | Gy | D | V | Rg | Kg | Gk | P |
| -------- | ----------------- | ------------- | ---- | - | -- | - | - | -- | -- | -- | - |
| 1991     | –                 | nem létezett  | –    | – | –  | – | – | –  | –  | –  | – |
| 1995     | –                 | nem létezett  | –    | – | –  | – | – | –  | –  | –  | – |
| 1998     | Nigéria           | nem létezett  | –    | – | –  | – | – | –  | –  | –  | – |
| 2000     | Dél-afrika        | nem létezett  | –    | – | –  | – | – | –  | –  | –  | – |
| 2002     | Nigéria           | nem létezett  | –    | – | –  | – | – | –  | –  | –  | – |
| 2004     | Dél-afrika        | nem létezett  | –    | – | –  | – | – | –  | –  | –  | – |
| 2006     | Nigéria           | nem létezett  | –    | – | –  | – | – | –  | –  | –  | – |
| 2008     | Egyenlítői-Guinea | nem létezett  | –    | – | –  | – | – | –  | –  | –  | – |
| 2010     | Dél-afrika        | nem létezett  | –    | – | –  | – | – | –  | –  | –  | – |
| 2012     | Egyenlítői-Guinea | nem létezett  | –    | – | –  | – | – | –  | –  | –  | – |
| 2014     | Namíbia           | nem létezett  | –    | – | –  | – | – | –  | –  | –  | – |
| 2016     | Kamerun           | nem jutott be | –    | – | –  | – | – | –  | –  | –  | – |
| 2018     | Ghána             | nem jutott be | –    | – | –  | – | – | –  | –  | –  | – |
| 2022     | Marokkó           | csoportkör    | –    | 3 | 0  | 0 | 3 | 3  | 11 | -8 | 0 |
| Összesen | Összesen          | 1 / 10        |      | 3 | 0  | 0 | 3 | 3  | 11 | -8 | 0 |

### Olimpiai szereplés
| Év       | Helyszín       | Eredmény      | Hely | M | Gy | D | V | Rg | Kg | Gk | P |
| -------- | -------------- | ------------- | ---- | - | -- | - | - | -- | -- | -- | - |
| 1996     | Atlanta        | nem létezett  | –    | – | –  | – | – | –  | –  | –  | – |
| 2000     | Sydney         | nem létezett  | –    | – | –  | – | – | –  | –  | –  | – |
| 2004     | Athén          | nem létezett  | –    | – | –  | – | – | –  | –  | –  | – |
| 2008     | Peking         | nem létezett  | –    | – | –  | – | – | –  | –  | –  | – |
| 2012     | London         | nem létezett  | –    | – | –  | – | – | –  | –  | –  | – |
| 2016     | Rio de Janeiro | nem jutott be | –    | – | –  | – | – | –  | –  | –  | – |
| 2020     | Tokió          | nem jutott be | –    | – | –  | – | – | –  | –  | –  | – |
| Összesen | Összesen       | 0 / 7         | –    | – | –  | – | – | –  | –  | –  | – |

### CECAFA-kupa
| Év       | Helyszín | Eredmény           | Hely | M  | Gy | D | V | Rg | Kg | Gk | P  |
| -------- | -------- | ------------------ | ---- | -- | -- | - | - | -- | -- | -- | -- |
| 1986     | Zanzibár | nem létezett       | –    | –  | –  | – | – | –  | –  | –  | –  |
| 2016     | Uganda   | csoportkör         | –    | 3  | 1  | 0 | 2 | 10 | 6  | +4 | 3  |
| 2018     | Ruanda   | nem jutott be      | –    | –  | –  | – | – | –  | –  | –  | –  |
| 2019     | Tanzánia | negyedik helyezett | 4.   | 5  | 2  | 0 | 3 | 8  | 11 | -3 | 6  |
| 2022     | Uganda   | ezüstérmes         | 2.   | 5  | 3  | 0 | 2 | 9  | 9  | 0  | 9  |
| Összesen | Összesen | 3 / 5              |      | 13 | 6  | 0 | 7 | 27 | 26 | +1 | 18 |

## Lásd még
- Burundi labdarúgó-válogatott